# 21st Century Mansion
Le 21st Century Mansion est un gratte-ciel de 210 mètres construit en 2009 à Shanghai en Chine.